# 堀江圭功
堀江 圭功（ほりえ よしのり、1995年5月10日 - ）は、日本の男性総合格闘家。長崎県佐世保市出身。ALLIANCE所属。マネージメントはINFY Entertainment。

## 来歴
小学校2年生の時から剛柔流空手を始めた。高校時代は部活動で極真空手を学び、3年生の夏に部活動を引退してからは佐世保市のシスイ柔術でブラジリアン柔術を習った。高校卒業後は総合格闘家になるために上京し、ALLIANCEに入門した。

### パンクラス
2016年10月2日、PANCRASE 281で楳原嵩を相手にプロデビュー戦を行い、3-0の判定勝ち。
2017年5月28日、PANCRASE 287のネオブラッド・トーナメントフェザー級1回戦で手塚勇太と対戦し、1Rにスタンドパンチ連打でTKO勝ち。
2017年7月2日、PANCRASE 288のネオブラッド・トーナメントフェザー級準決勝で藤﨑航汰と対戦し、1Rに右フックでKO勝ち。
2017年8月20日、PANCRASE 289のネオブラッド・トーナメントフェザー級決勝で木村一成と対戦し、2Rにタックルへのカウンターで右膝蹴りを合わせKO勝ち。3試合連続ノックアウト勝利で優勝を飾り、同年のネオブラッド・トーナメントMVPを獲得した。
2018年3月11日、PANCRASE 294で元フェザー級キング・オブ・パンクラシストの田村一聖と対戦。2Rに右フックでダウンを奪われるとパウンドでTKO負け。キャリア初黒星を喫した。
2019年3月17日、PANCRASE 303でフェザー級ランキング6位の田中半蔵と対戦し、1Rに右フックでKO勝ち。

### UFC
2019年7月27日、UFC初参戦となったUFC 240でハキーム・ダオドゥと対戦。1Rにパンチでフラッシュダウンを奪うも3Rに左ハイキックでTKO負けを喫した。大会まで約3週間しか準備期間の無い緊急オファーでの試合だった。

### パンクラス
2020年2月16日、PANCRASE 312でフェザー級ランキング9位の内村洋次郎と対戦し、3-0の判定勝ち。
2020年9月27日、PANCRASE 318のフェザー級キング・オブ・パンクラシスト次期挑戦者決定戦でフェザー級ランキング4位の中島太一と対戦し、1-2の判定負けを喫した。

### RIZIN
2021年3月21日、RIZIN初参戦となったRIZIN.27で、ZSTフェザー級王者の関鉄矢と対戦し、3Rに右ストレートでダウンを奪った後、パウンドによるTKO勝ちを収めた。
2021年9月19日、RIZIN.30で第3代修斗環太平洋フェザー級王者の佐々木憂流迦と対戦し、3-0の判定勝ちを収めた。
2021年11月28日、RIZIN TRIGGER 1stで中田大貴と対戦し、3R判定勝ち。
2021年11月の中田戦で以前から痛みのあった右拳を負傷し、その後も練習で右手を再度怪我したことで、約1年半の長期離脱となった。
2023年4月1日、RIZIN.41で のちのRIZINフェザー級王者のヴガール・ケラモフと対戦し、2Rにスタンドバックからのリアネイキッドチョークで一本負けを喫した。
2023年9月24日、階級をライト級（-71kg）に上げ、RIZIN.44でスパイク・カーライルと対戦し、3-0の判定勝ちを収めた。
2024年2月24日、RIZIN LANDMARK 8でルイス・グスタボと対戦し、白熱した展開となるもダウンを複数回奪われるなどして0-3の判定負けを喫した。堀江は試合中に右手の以前折った箇所に亀裂が入って再び骨折し、グスタボも親指を骨折したまま両者戦い続ける激闘となった。
2024年5月～7月、5月に視力回復手術を受けた。6月には前回の試合と練習で負傷した右手がほぼ回復するも練習中に右手を再び負傷。7月には今後の骨折と負傷のリスクを減らすために右手の手術を行い、約1年3ヶ月ほど試合間隔が空いた。
2025年6月14日、1年3ヶ月ぶりの復帰戦となったRIZIN LANDMARK 11で元修斗ライト級王者の西川大和と対戦し、1Rにテイクダウンを奪い、マウント状態からのパウンドでTKO勝ちを収めた。
2025年9月28日、RIZIN.51のRIZINライト級タイトルマッチで王者のホベルト・サトシ・ソウザに挑戦する予定。本来は野村駿太がサトシに挑戦する予定だったが、野村が同年7月27日の超RIZIN.4 真夏の喧嘩祭りでパトリッキー・ピットブルと対戦した際に、1R終了間際で左目を負傷し病院で検査を受けた結果、左眼窩底骨折と診断され手術が必要となったため、堀江が代役としてサトシに挑戦することとなった。

## 人物
- 総合格闘家として腰と体幹が非常に強いことで有名。2023年4月に行われたRIZIN.41でのウガール・ケラモフ戦で初のテイクダウンを許すまで、本人曰く「2016年のプロデビューから1度もテイクダウンを取られたことがない」と話している[映像 1]。

密着動画など
- RIZIN公式YouTube、堀江圭功の人物紹介動画『RIZIN CONFESSIONS』（2023） [映像 2]
- RIZIN公式YouTube、堀江圭功の密着動画『Preparation』（2024）[映像 3]
- RIZIN公式YouTube、堀江圭功と榊原信行CEOの生放送トーク番組（2023）[映像 4]
- RIZIN公式YouTube、堀江圭功と榊原信行CEOの生放送トーク番組（2024）[映像 5]
- RIZIN公式YouTube、堀江圭功と川村那月の福岡弾丸ツアー（2022）[映像 6]

## 戦績
| 総合格闘技 戦績 | 総合格闘技 戦績 | 総合格闘技 戦績 | 総合格闘技 戦績 | 総合格闘技 戦績 | 総合格闘技 戦績 | 総合格闘技 戦績 |
| --------------- | --------------- | --------------- | --------------- | --------------- | --------------- | --------------- |
| 19 試合         | (T)KO           | 一本            | 判定            | その他          | 引き分け        | 無効試合        |
| 14 勝           | 7               | 0               | 7               | 0               | 0               | 0               |
| 5 敗            | 2               | 1               | 2               | 0               | 0               | 0               |

| 勝敗 | 対戦相手                 | 試合結果                             | 大会名                                                                  | 開催年月日     |
|      | ホベルト・サトシ・ソウザ | 試合前                               | RIZIN.51 【RIZINライト級タイトルマッチ】                                | 2025年9月28日  |
| ○    | 西川大和                 | 1R 4:40 TKO（パウンド)               | RIZIN LANDMARK 11                                                       | 2025年6月14日  |
| ×    | ルイス・グスタボ         | 5分3R終了 判定0-3                    | RIZIN LANDMARK 8                                                        | 2024年2月24日  |
| ○    | スパイク・カーライル     | 5分3R終了 判定3-0                    | RIZIN.44                                                                | 2023年9月24日  |
| ×    | ヴガール・ケラモフ       | 2R 3:21 リアネイキッドチョーク       | RIZIN.41                                                                | 2023年4月1日   |
| ○    | 中田大貴                 | 5分3R終了 判定3-0                    | RIZIN TRIGGER 1st                                                       | 2021年11月28日 |
| ○    | 佐々木憂流迦             | 5分3R終了 判定3-0                    | RIZIN.30                                                                | 2021年9月19日  |
| ○    | 関鉄矢                   | 3R 1:16 TKO（右ストレート→パウンド） | RIZIN.27                                                                | 2021年3月21日  |
| ×    | 中島太一                 | 5分3R終了 判定1-2                    | PANCRASE 318 【フェザー級キング・オブ・パンクラシスト次期挑戦者決定戦】 | 2020年9月27日  |
| ○    | 内村洋次郎               | 5分3R終了 判定3-0                    | PANCRASE 312                                                            | 2020年2月16日  |
| ×    | ハキーム・ダオドゥ       | 3R 4:09 TKO（左ハイキック）          | UFC 240: Holloway vs. Edgar                                             | 2019年7月27日  |
| ○    | 田中半蔵                 | 1R 1:40 KO（右フック）               | PANCRASE 303                                                            | 2019年3月17日  |
| ○    | 滝田J太郎                | 1R 3:58 TKO（右フック→パウンド）     | PANCRASE 301                                                            | 2018年11月25日 |
| ×    | 田村一聖                 | 2R 1:28 TKO（右フック→パウンド）     | PANCRASE 294                                                            | 2018年3月11日  |
| ○    | 杉山和史                 | 3分3R終了 判定3-0                    | PANCRASE 291                                                            | 2017年11月12日 |
| ○    | 木村一成                 | 2R 1:12 KO（右膝蹴り）               | PANCRASE 289 【ネオブラッド・トーナメント フェザー級 決勝】             | 2017年8月20日  |
| ○    | 藤﨑航汰                 | 1R 2:36 KO（右フック）               | PANCRASE 288 【ネオブラッド・トーナメント フェザー級 準決勝】           | 2017年7月2日   |
| ○    | 手塚勇太                 | 1R 2:37 TKO（スタンドパンチ連打）    | PANCRASE 287 【ネオブラッド・トーナメント フェザー級 1回戦】            | 2017年5月28日  |
| ○    | 渡辺謙明                 | 3分3R終了 判定3-0                    | PANCRASE 283                                                            | 2016年12月18日 |
| ○    | 楳原嵩                   | 3分3R終了 判定3-0                    | PANCRASE 281                                                            | 2016年10月2日  |

## 獲得タイトル
- パンクラス 第23回ネオブラッド・トーナメント フェザー級 優勝（2017年）

## 表彰
- パンクラス 第23回ネオブラッド・トーナメント MVP

### 試合映像
1. ↑  『【試合映像】関鉄矢 vs. 堀江圭功 / Tetsuya Seki vs. Yoshinori Horie - RIZIN.27』RIZIN公式YouTubeチャンネル、2021年。
2. ↑  『【試合映像】佐々木憂流迦 vs. 堀江圭功 / Ulka Sasaki vs. Yoshinori Horie - RIZIN.30』RIZIN公式YouTubeチャンネル、2021年。
3. ↑  『【試合映像】堀江圭功 vs. 中田大貴 / Yoshinori Horie vs. Hirotaka Nakada - RIZIN TRIGGER 1st』RIZIN公式YouTubeチャンネル、2021年。
4. ↑  『【試合映像】ヴガール・ケラモフ vs. 堀江圭功 / Vugar Karamov vs. Yoshinori Horie - RIZIN.41』RIZIN公式YouTubeチャンネル、2023年。
5. ↑  『【試合映像】スパイク・カーライル vs 堀江圭功 / Spike Carlyle vs. Yoshinori Horie - RIZIN.44』RIZIN公式YouTubeチャンネル、2023年。
6. ↑  『【試合映像】ルイス・グスタボ vs 堀江圭功 / Luiz Gustavo vs. Yoshinori Horie - RIZIN LANDMARK 8 in SAGA』RIZIN公式YouTubeチャンネル、2024年。

### 補足映像
1. ↑  『【番組】RIZIN CONFESSIONS #69（※試合映像＆関鉄矢と堀江圭功による試合振り返りドキュメンタリー番組）』RIZIN公式YouTubeチャンネル、2021年。
2. ↑  『【番組】RIZIN CONFESSIONS #81（※試合映像＆堀江圭功と佐々木憂流迦による試合振り返りドキュメンタリー番組）』RIZIN公式YouTubeチャンネル、2021年。
3. ↑  『【番組】RIZIN CONFESSIONS #119（※試合映像＆堀江圭功とウガール・ケラモフによる試合振り返りドキュメンタリー番組）』RIZIN公式YouTubeチャンネル、2023年。
4. ↑  『【番組】RIZIN CONFESSIONS #133（※番組内で試合映像。堀江圭功とスパイク・カーライルによる試合振り返りドキュメンタリー番組）』RIZIN公式YouTubeチャンネル、2023年。
5. ↑  『【番組】RIZIN CONFESSIONS #144（※番組内で試合映像。堀江圭功とルイス・グスタボによる試合振り返りドキュメンタリー番組）』RIZIN公式YouTubeチャンネル、2024年。

### 映像資料
1. ↑  『【番組】RIZIN CONFESSIONS #81（※番組中の堀江パートで佐々木憂流迦戦を振り返る際の発言）』RIZIN公式YouTubeチャンネル、2021年。
2. ↑  『【番組】RIZIN CONFESSIONS #118（※堀江圭功の人間性の掘り下げなど、ドキュメンタリー番組）』RIZIN公式YouTubeチャンネル、2023年。
3. ↑  『【密着】Preparation ｜ 堀江圭功 / Yoshinori Horie』RIZIN公式YouTubeチャンネル、2024年。
4. ↑  『番組『榊󠄀原社長に呼び出されました』 → ゲスト：堀江圭功（2023）』RIZIN公式YouTubeチャンネル、2023年。
5. ↑  『番組『榊󠄀原社長に呼び出されました』 → ゲスト：堀江圭功（2024）』RIZIN公式YouTubeチャンネル、2024年。
6. ↑  『RIZIN.39ポスター貼りまくり！福岡★弾丸ツアー【with 川村那月&堀江圭功】』RIZIN公式YouTubeチャンネル、2022年。